# International Superstar Soccer Deluxe
International Superstar Soccer Deluxe (conhecido como Jikkyou World Soccer 2: Fighting Eleven no Japão) é um jogo eletrônico de futebol e a sequência para o International Superstar Soccer desenvolvido e publicado pela Konami. A versão Deluxe foi publicada inicialmente para o Super Nintendo, depois, para o Mega Drive (desenvolvido pela Factor 5) e finalmente para o PlayStation (PSOne)
O jogador pode escolher entre 16 formações e 8 estratégias e pode competir com 36 seleções com jogadores reconhecíveis (como Valderrama, Baggio, Ravanelli, Lechkov), mas seus nomes são fictícios (como Capitale para Batistuta). Existem diversas competições disponíveis incluindo Copa Internacional, Série Mundial (Liga), Modo Cenário e mini-copas e ligas customizáveis.

## Jogabilidade
Na tela inicial do menu do jogo, são estes os modos que aparecem, à escolha:
Open Game: jogo amistoso contra outro jogador ou contra a CPU, com opções de escolha de estádio, condições climáticas, condições físicas dos jogadores, número de jogadores e habilidades dos goleiros. Também é possível assistir a partidas disputadas entre a CPU (CPU vs CPU).
No mesmo menu, existe a possibilidade de jogar a Short Legue, modo com até 6 seleções, e Tournament League, com até 08 seleções. Os dois modos são com jogos eliminatórios, até a final do torneio.
International Cup: modo Copa do Mundo, iniciando com uma disputa de eliminatórias locais, variando as seleções de acordo com a região. Na International CUP, são 32 seleções, com o mesmo estilo de jogo das Copas do Mundo da FIFA.
World League: modo Liga Mundial, onde o jogador joga contra todas as seleções do game, em dois turnos. Ao final, se ficar na primeira posição, abre-se o Special Game, onde o jogador enfrenta o time do All-Stars (que reúne os melhores jogadores das seleções) e, em caso de vitória, poderá utilizar não somente o All-Stars, como também os outro cinco All-Stars presentes (Europa A e B, America, África e Ásia).
Scenario: apresenta 12 jogos histórico entre as seleções de diversas regiões. As partidas já estão em andamento e o jogador deve reverter o resultado apresentado (que é sempre um empate ou atrás no placar). Ao final dos 12 Scenarios, uma final especial é liberado.
Penalty kicks: disputa clássica de pênaltis, em número inicial de 05 cobranças, alternando em caso de empate.
Training: existem dois modos de treio. O treino livre serve para pratica faltas, dribles, passes, defesa e outras habilidades do jogo. O modo Challenge tem desafios com tempo e pontuação, onde o jogador é desafiado a bater os recordes do jogo, tanto em tempo, quanto em pontuação.
Também existem os modos de opção (Options), e , claro, o de senhas (Password). Usando os passwords, o jogador pode continuar seu jogo de onde terminou, dando continuidade à sua carreira no game.

## Estádios
O jogo tem oito estádios diferentes, e todos variam no tipo do gramado e na decoração ao redor, e todos são de tamanhos diferentes. As partidas podem ser jogadas em várias condições climáticas. De acordo com o manual do jogo, estes são os oito estados nacionais:
- Estados Unidos: 82 x 118 (jardas) 74.62 x 107.38 (metros)
- Espanha: 90 x 126 (jardas) 81.9 x 114.61 (metros)
- Itália: 82 x 132 (jardas) 74.62 x 120.12 (metros)
- Inglaterra: 82 x 122 (jardas) 74.62 x 111 (metros)
- Alemanha: 74 x 122 (jardas) 67.34 x 111 (metros)
- Brasil: 90 x 114 (jardas) 81.9 x 103.74 (metros)
- Nigéria: 90 x 138 (jardas) 81.9 x 125.58 (metros)
- Japão: 74 x 114 (jardas) 67.34 x 103.74 (metros)

## Times
O jogo contém 36 seleções nacionais em grupos de 6 baseadas em suas regiões
- Europa 1
- Inglaterra
- Alemanha
- Itália
- País de Gales
- Escócia
- Irlanda do Norte
- Europa 2
- França
- Países Baixos
- Noruega
- Espanha
- Irlanda
- Portugal
- Europa 3
- Suécia
- Chéquia
- Dinamarca
- Áustria
- Bélgica
- Polónia
- Europa 4
- Roménia
- Rússia
- Bulgária
- Suíça
- Croácia
- Grécia
- Ásia-África
- Japão
- Turquia
- Coreia do Sul
- Nigéria
- Camarões
- Marrocos
- América do Norte/Sul
- Brasil
- Argentina
- Colômbia
- México
- Estados Unidos
- Uruguai

## Cenários
1) Itália vs Croácia 1-2:  se refere à derrota italiana para os croatas em 16 de novembro de 1994, em Palermo, nas eliminatórias para a Euro 96.
2) Alemanha vs Bulgária 2-3: Se refere à vitória da Bulgária sobre a Alemanha em Sófia, em 07 de junho de 1995.
3) Inglaterra vs Brasil 1-3: Se refere à derrota dos ingleses para o Brasil na Copa Umbro.
4) Alemanha vs Itália 0-0: Partida pela Euro 1988, que ficou no empate por 1-1.
5) Turquia vs Suécia 1-1: Se refere à vitória da Turquia sobre a Suécia nas eliminatórias para a Euro 96. Partida disputada em 29 de março de 1995.
6) Bélgica vs Espanha 1-1 Partida disputada em 29 de março de 1995, em Sevilha, também pleas eliminatórias da Euro 96. No jogo de volta, a Espanha venceu por 4-1.
7) Romênia vs Polônia 0-1: Partida pelas eliminatórias da Euro 96, disputada em 29 de março de 1995, com vitória dos romenos por 2-1.
8) Escócia vs Rússia 0-0: Partida pelas eliminatórias da Euro 96, em 29 de março de 1995, em Moscou, que ficou no empate por 0-0. Em 1994, o jogo em Glasgow também ficou no empate, por 1-1.
9) Portugal vs República da Irlanda 0-1: Partida pelas eliminatórias da Euro 96 em 26 de abril de 1995, em Dublin, com vitória dos irlandeses. em novembro de 1995, o jogo em Lisboa ficou em 3-0 para Portugal.
10) Argentina vs Brasil 2-2: Partida disputada pelas quartas de final da Copa América, em 17 de julho de 1995, em Rivera. Vitória do Brasil por 4-2, nos pênaltis.
11) Holanda vs República Checa 1-3: Partida disputada pelas eliminatórias da Euro 96, em 26 de abril de 1995, em Praga. Vitória dos tchecos por 3-1. Em 1994, em Roterdã, o jogo ficou em 0-0.
12) Inglaterra vs Japão 1-1: Partida disputada pela Copa Umbro, com vitória da Inglaterra por 2-1.

## Recepção
Analisando a versão de Super Nintendo, Videohead da GamePro disse International Superstar Soccer Deluxe, apesar de não ser um dos melhores jogos de futebol, é "respeitável". Ele disse que o jogo tem controles fáceis com uma pequena curva de aprendizado, mas aquele controle manual do goleiro é difícil e chutes altos tendem a mandar a bola para fora da tela pelos sprites largos e vista lateral muito próxima. Ele orou para a voz do narrador e para os cantos da torcida.

## Links
- "The Beautiful Game" – The Guardian